# Oxidercia fuscapurpurea
Oxidercia fuscapurpurea là một loài bướm đêm trong họ Noctuidae.